# Madagaskar na Mistrzostwach Świata w Lekkoatletyce 2015
Madagaskar na Mistrzostwach Świata w Lekkoatletyce 2015 – reprezentacja Madagaskaru podczas Mistrzostw Świata w Pekinie liczyła 1 zawodniczkę, która nie zdobyła medalu.

## Występy reprezentantów Madagaskaru
| Konkurencja           | Zawodnik            | Runda 1      | Runda 1 | Półfinał | Półfinał | Finał    | Finał   |
| Konkurencja           | Zawodnik            | Rezultat     | Pozycja | Rezultat | Pozycja  | Rezultat | Pozycja |
| --------------------- | ------------------- | ------------ | ------- | -------- | -------- | -------- | ------- |
| Bieg na 1500 m kobiet | Eliane Saholinirina | 4:19,54 (SB) | 32.     | NQ       | NQ       | NQ       | NQ      |